# フランソワ＝ピエール・ショームトン
フランソワ＝ピエール・ショームトン（François-Pierre Chaumeton、1775年9月20日 - 1819年8月10日）はフランスの医師、植物学者である。『薬用植物事典』（Flore médicale）を編集したことで知られる。

## 略歴
Chouzé-sur-Loireで生まれた。父親は外科医であった。パリで医学と植物学を学び、軍医となったが、血なまぐさい仕事に耐えられず、薬剤師の道を選び、Val-de-Grâceで開業した。イタリアを訪れ、古典の書籍を集めて学ぶが、火事で資料を失った。オランダ陸軍の医師を務めた後、ストラスブールで医師の学位を得た。プロシア・オーストリア軍の医師となるが、病を得てパリに戻った。
パリでは多くの医学雑誌に寄稿した。1814年から1818年に出版された『薬用植物事典』（Flore médicale）は425図の植物図譜を含む植物事典で、ショームトンが中心となって編集し、図譜は植物画家として当時有名であったピエール＝ジャン＝フランソワ・テュルパンらが描いた。

## 『薬用植物事典』の図版

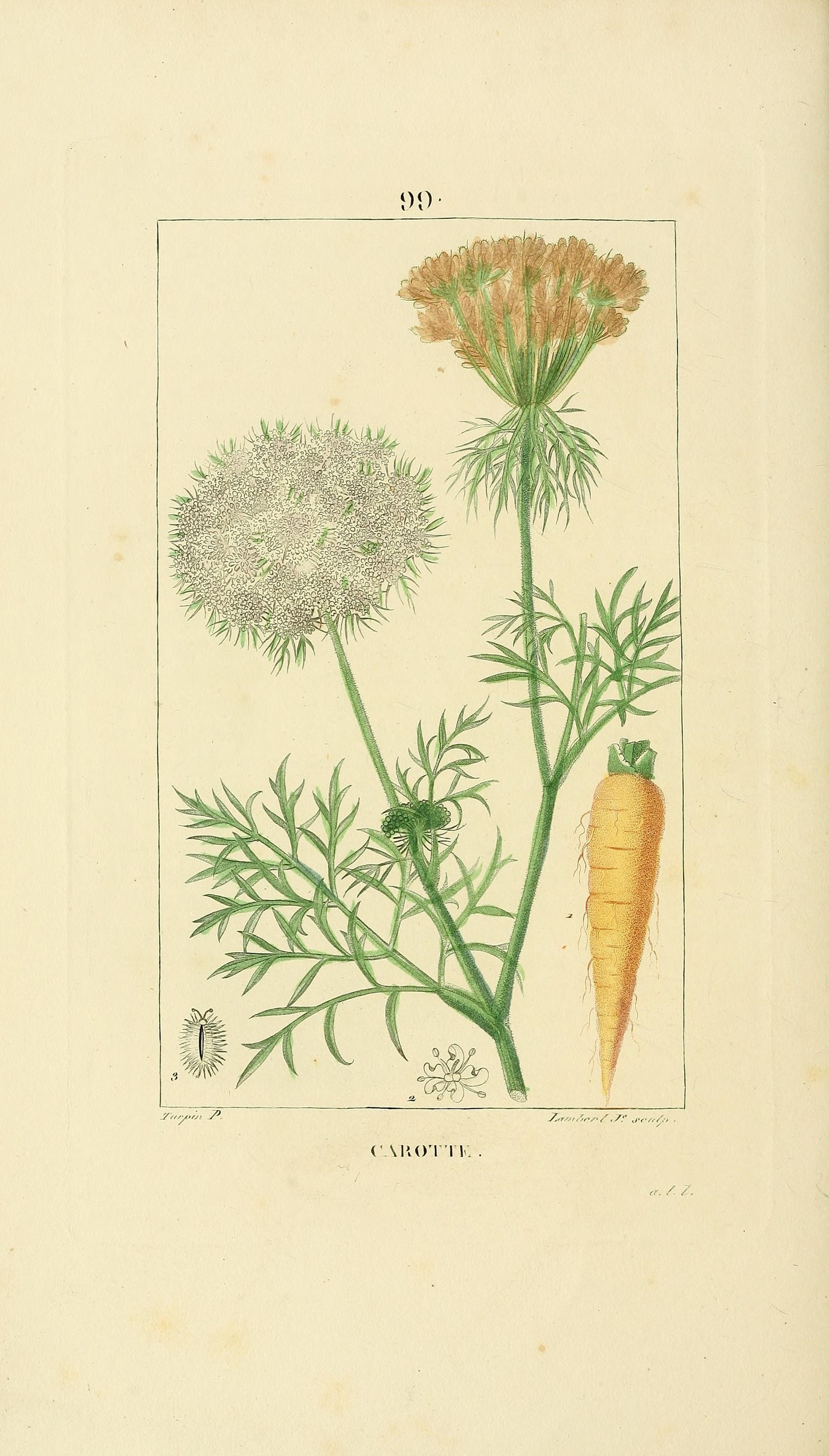
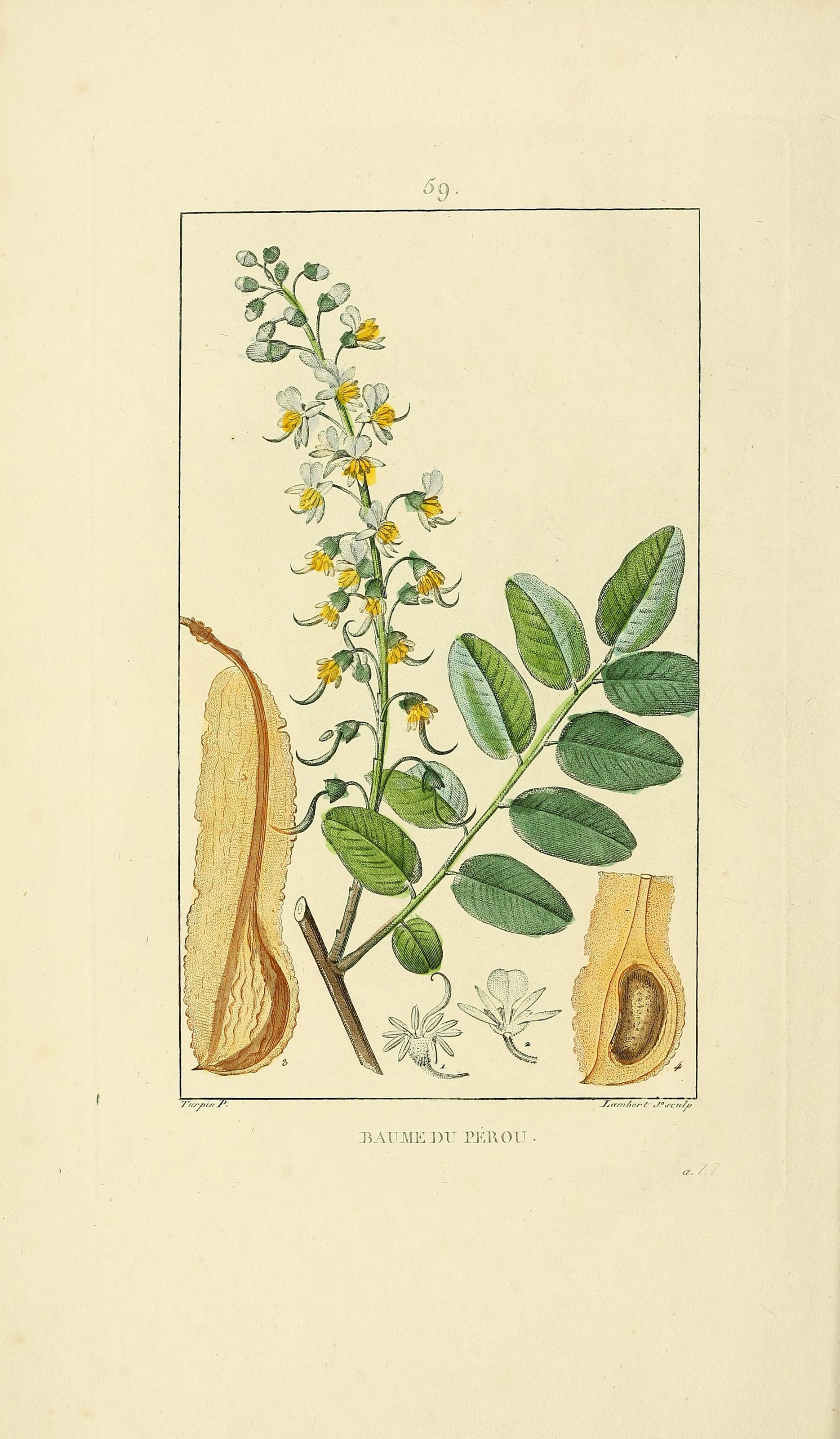
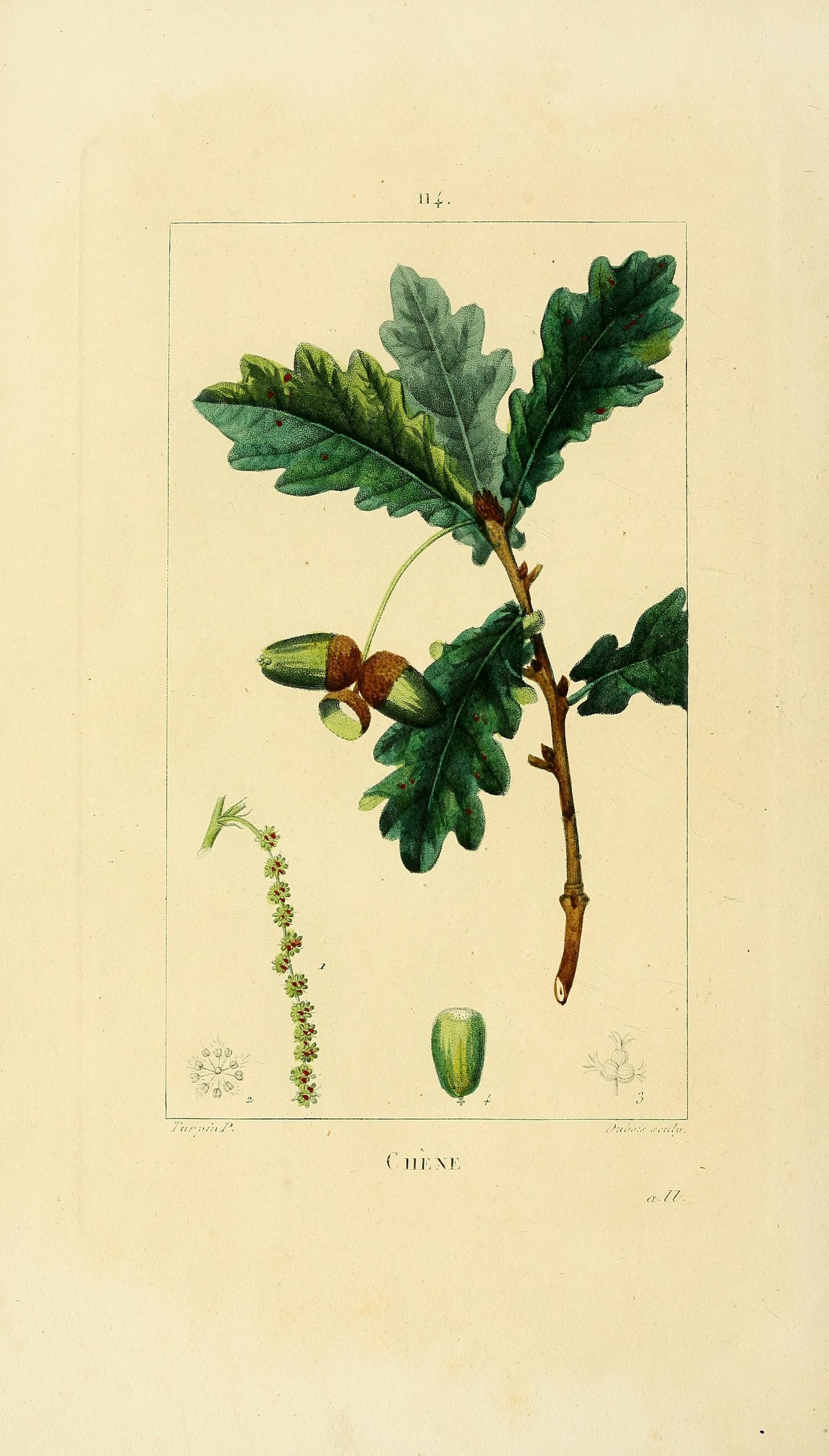
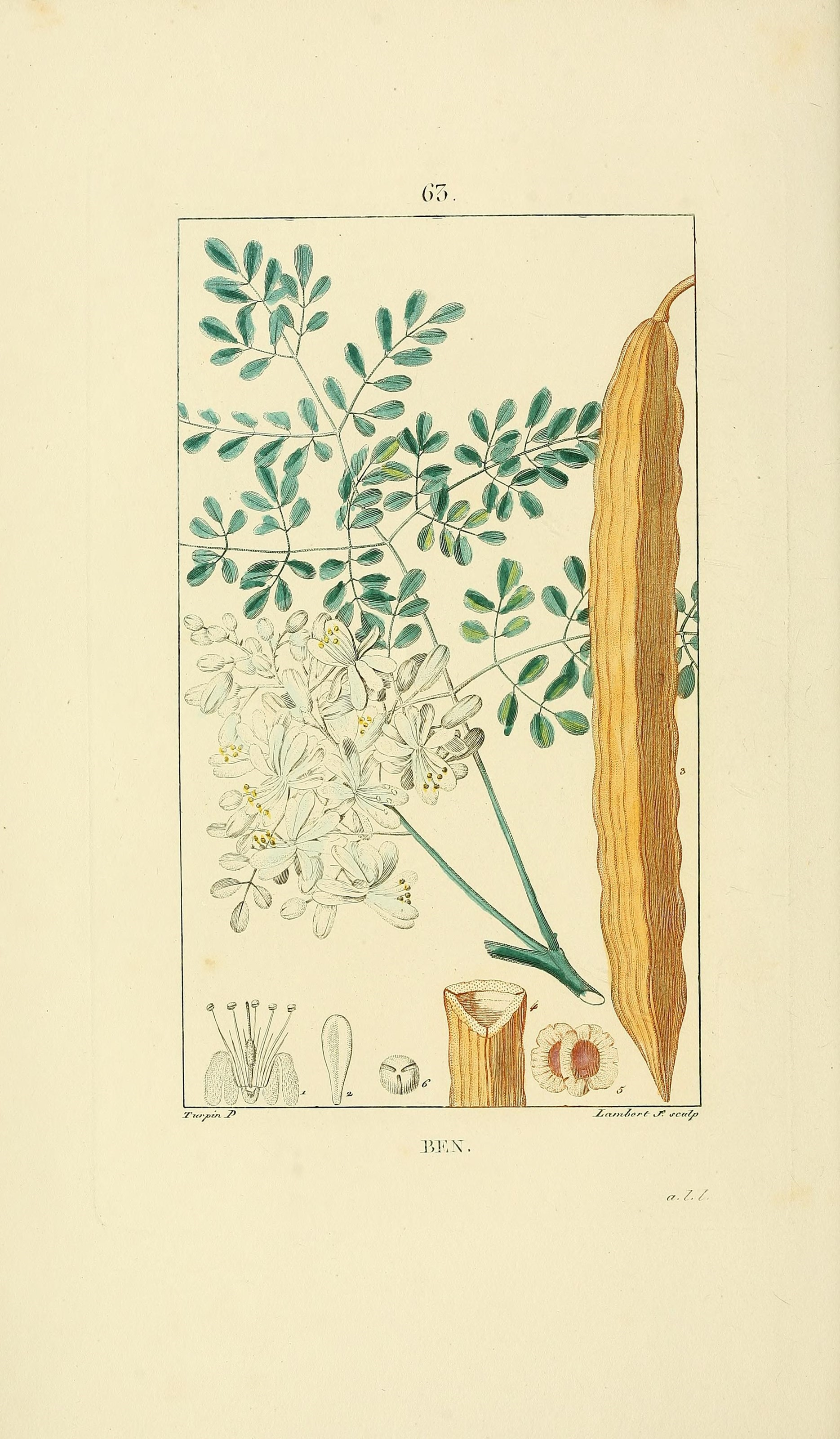
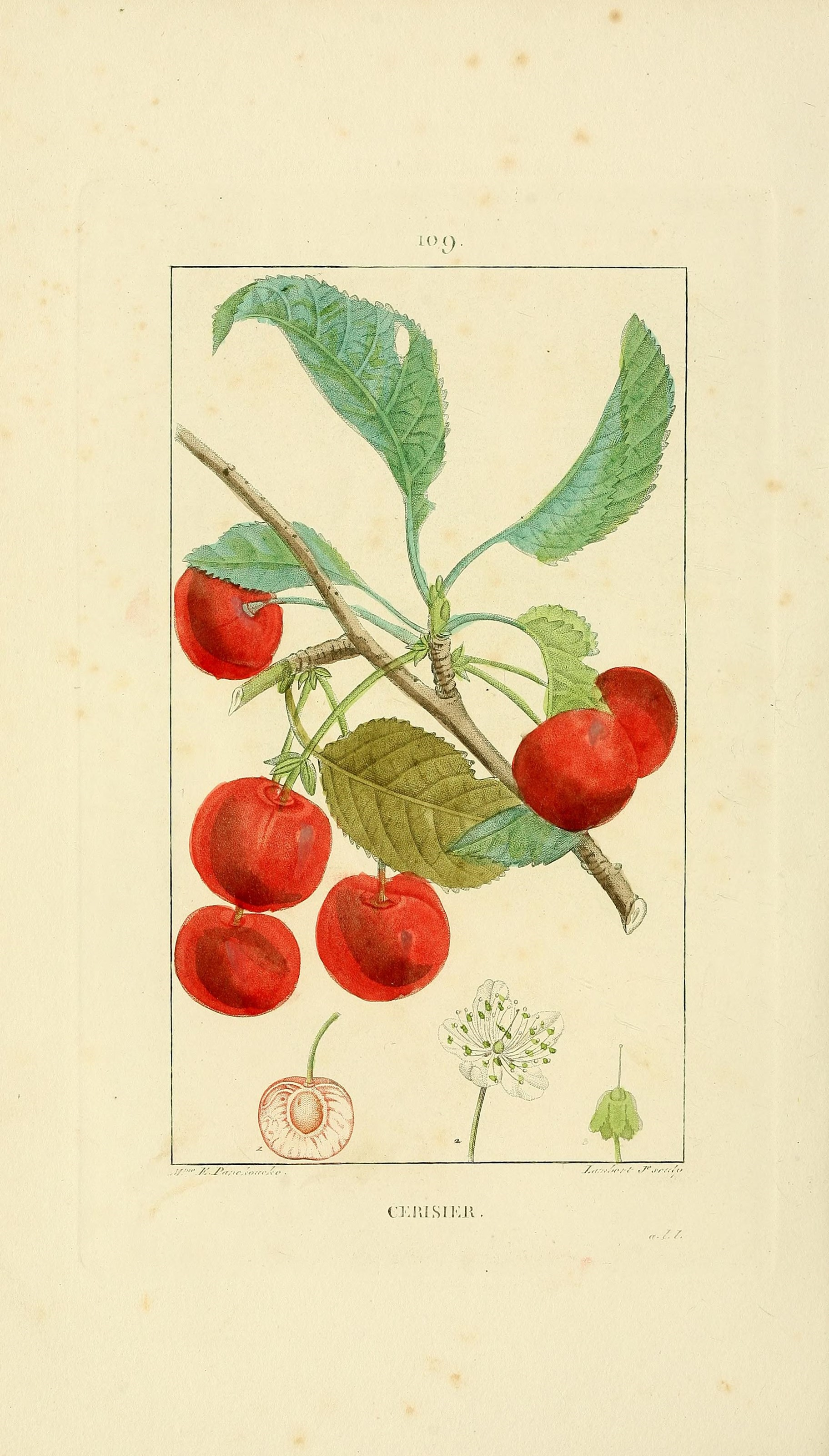